# Konrad Schmid (Reformator)

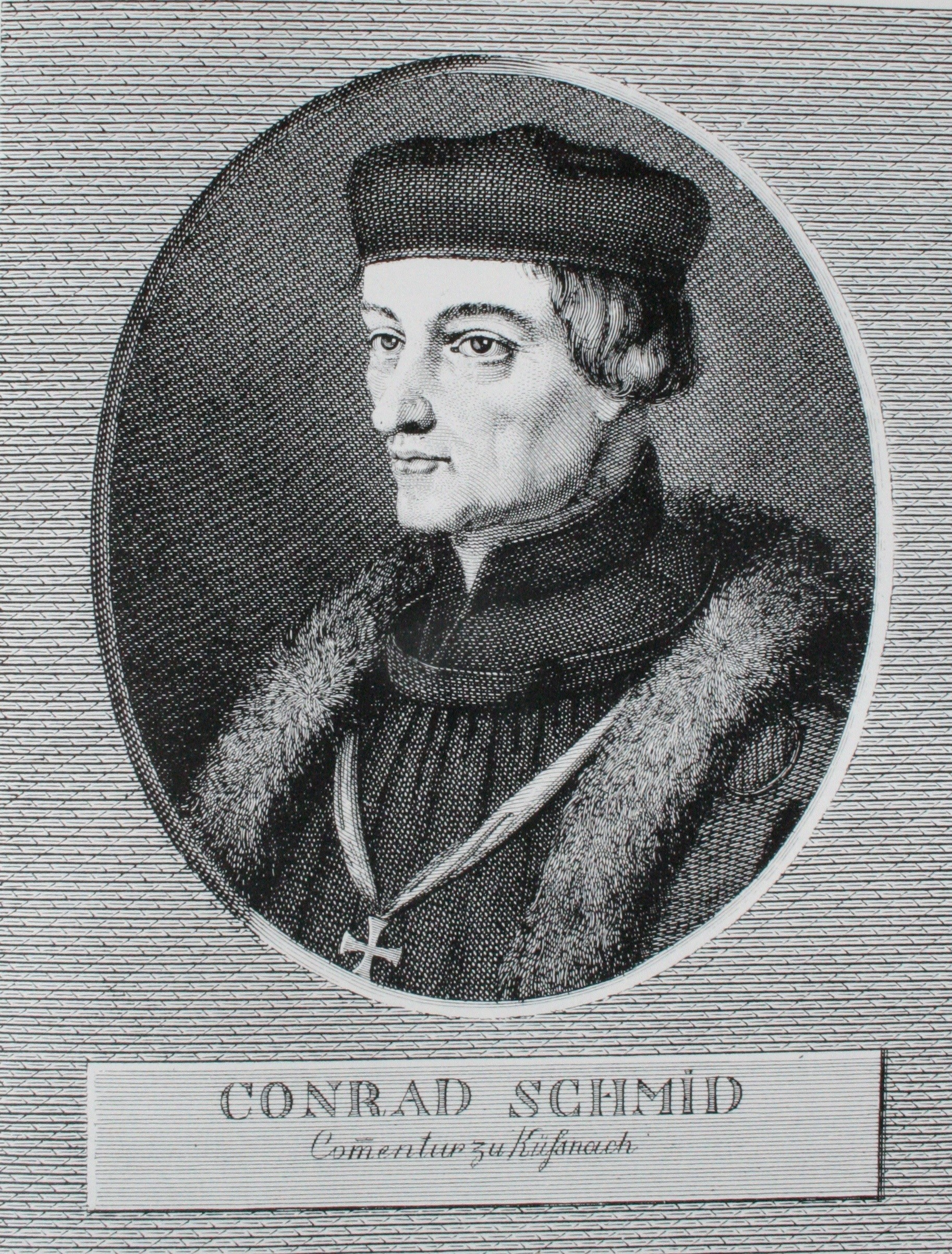
Fantasieporträt aus dem 19. Jahrhundert

Konrad Schmid (* 1476 in Küsnacht; † 11. Oktober 1531 in Kappel am Albis) war ein Schweizer Reformator in Küsnacht und Freund und Weggefährte Ulrich Zwinglis.

## Leben
Geboren wurde Schmid in Küsnacht am Zürichsee als ein Sohn mit neun Geschwistern eines wahrscheinlich wohlhabenden Bauern. 1505 erhielt er an der Universität Tübingen den Magister artium, danach trat er in die Johanniterkomturei Küsnacht ein. Mit vierzig Jahren schloss er 1516 sein Theologiestudium an der Universität Basel mit dem Bakkalaureat ab. Durch den Generalvikar des Bischofs Hugo von Konstanz wurde er 1517 zum Nachfolger des Pfarrers Thüring Bili als Leutpriester in Seengen bestimmt. 1519 wurde er als Komtur der Johanniterkomturei Küsnacht gewählt, weil sein Vorgänger Andreas Gubelmann gestorben war. Am 4. August 1520 wurde er durch den deutschen Ordensmeister Johann von Hattstein eingesetzt.
Der Zugang zur Reformation geschah vorwiegend über Schriften, die ihm von Beatus Rhenanus und Ulrich Zwingli, dessen eifriger Mitkämpfer er wurde, vermittelt wurden. Am 24. März 1522 wurde Schmid als Gastprediger an den Museggumgang, die wichtigste Wallfahrt und Prozession Luzerns eingeladen, wo er seine reformatorischen Ansichten erstmals ausserhalb Zürichs überzeugend verbreiten konnte. Auf die daraus entstandene Kontroverse mit dem Luzerner Stadtpfarrer und Dekan Johannes Bodler reagierte Schmid mit einer ersten Veröffentlichung (Antwort Bruder Konrad Schmids, 1522). Mit Zwingli und Leo Jud predigte er im September auf der Engelweihe in Einsiedeln, denn noch war die Reformation im Fluss und nicht fest in einheitliche Gebiete aufgeteilt und begrenzt.
Als Teilnehmer der 1. und 2. Zürcher Disputation 1523 fiel Schmid durch seine besonnenen Voten zur Heiligenverehrung und gegen den Bildersturm auf, um auch das einfache Volk für die Reformation zu gewinnen. Der Zürcher Rat gab ihm den Auftrag, für die Pfarrer eine Anleitung zu schreiben, wie sie anschaulich über Christus predigen können. Mit Zwingli und Joner wurde er zum Kirchenvisitator ernannt, um die Geistlichen praktisch anzuleiten und das Volk über die neue Lehre aufzuklären. Am Palmsonntag 1524 hielt er an der letzten Prozession auf dem Lindenhof in Zürich die Predigt.
Schmid heiratete 1525, sie hatten mehrere Kinder, aber der Name seiner Frau ist nicht überliefert. Im November des gleichen Jahres verantwortete er mit Abt Wolfgang Joner, Sebastian Hofmeister und Joachim Vadian das Religionsgespräch mit den Täufern im Großmünster. Die Täufer wurden von ihren Führern Konrad Grebel, Felix Manz und Jörg Blaurock vertreten. 1527 und 1528 wurde er publizistisch tätig im Kampf gegen sie, da er sie als unordentlich, gewalttätig und empörungssüchtig beschrieb und sie in seinem Bezirk verfolgen, ihre geheimen Versammlungen aufheben und sie bestrafen wollte.
Er war Teilnehmer und Vorsitzender der Berner Disputation im Januar 1528. Dort predigte er nach der Einführung der Reformation am 24. Februar über die evangelische Bedeutung des Abendmahls. 1529 nahm er mit Zwingli an den Gesprächen in Marburg teil. 1530 schrieb er noch eine biblische Abhandlung zum Abendmahl, um auf Ammann Toß von Zug zu reagieren, der ihn beschuldigt hatte, dass er diese sakramentale Handlung zu katholisch verstehen und durchführen würde.
Am 9. Juni 1529 beteiligte er sich als Feldprediger am Ersten Kappelerkrieg. Er fiel am 11. Oktober 1531 in der Schlacht bei Kappel an der Seite von über 500 Zürchern, worunter 35 Glaubensbrüder seiner Kirchgemeinde Küsnacht sowie sein Freund Zwingli waren.

## Rezeption
An den Heldentod des Komturs Schmid erinnert ein Gedicht von Heinrich Meyer-Kitt, der Mitte des 19. Jahrhunderts im Landgut Wangensbach in Küsnacht ein Institut für Handelsfächer und Sprachen leitete. Conrad Ferdinand Meyer hat seiner in einem Romanfragment und im Gedicht Der Rappe des Komturs gedacht.

## Schriften
- Antwurt Bruoder Conradt Schmids, Sant Johansen Ordens Commenthür zuo Küssnach am Zürich See, uff etlich Wyderred dero so die Predig durch jn gethonin der loblichen Statt Lucern geschmächt und kätzerisch gescholten habend, antreffend dz Christus ein einig, ewig Houpt syner Kilchen, Gwalthaber unnd für Bitter syge: getruckt jm Jar nach der Geburt Christi do man zalt. 1522, doi:10.3931/e-rara-948.
- Ein christliche Ermanung zuo warer Hoffnung in Gott und Warnung vor dem abtrülligen Widertouff, der da abwyset von Gott: an die christlichen Amplüt zuo Grünigen / durch Cuonrad Schmid, Komptür zuo Küssnach am Zürich See. Getruckt zuo Zürich: by Christoffel Froschouer. 1527.
- Die predigen so vonn den frömbden Predicanten, die allenthalb här zuo Bernn uff dem Gespräch oder disputation gewesen, beschehen sind. Verwerffen der articklenn und stucken, so die Widertöuffer uff dem gespräch zuo Bernn vor ersamem grossem Radt fürgewendt habend. Durch Cuonraden Schmid, Commenthür zuo Küssnacht am Zürich See. Getruckt zuo Zürich durch Christophorum Froschouer, jm 1528 jar, doi:10.3931/e-rara-3026.
- Ein christlicher Bericht des Herren Nachtmals mitt hällem Verstannd siner Worten darinn gebrucht / durch Cuonrad Schmid, ein Diener des Worts zuo Küssnach am Zürich See, damit abgeleint ein unwarhafftig Red jm zuogelegt, der Dancksagung halb, nit vonn den minsten in der Statt Zug. Zürich 1530, doi:10.3931/e-rara-1785.

Edition:
- Beat Hänni, Ruth Jörg: Wenn Gott durch die Finger blinzelt. Konrad Schmids Predigt von 1522 in Luzern. Ein früher Schlüsseltext der schweizerischen Reformation. tvz, Zürich 2024 [Edition und Übersetzung].